# Anarchismo individualista

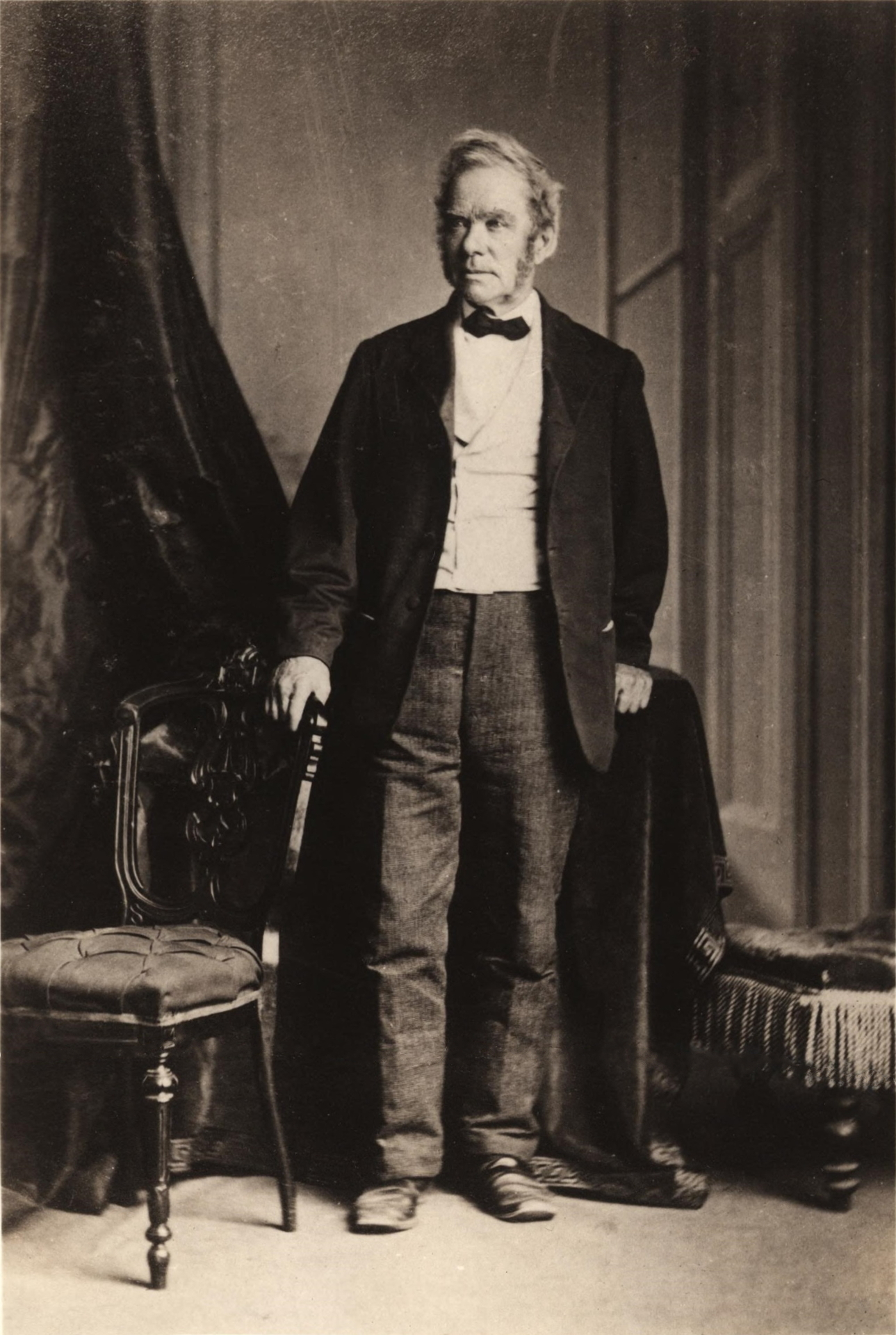
Josiah Warren, il riformatore sociale che influenzò l'anarchismo individualista.

L'anarchismo individualista (conosciuto anche come anarchismo individuale), da non confondere con l'anarchismo egoistico, è il ramo dell'anarchismo che enfatizza l'individuo e la sua volontà su determinanti esterni come gruppi, società, tradizioni e sistemi ideologici.
Sebbene di solito in contrasto con l'anarchismo sociale, sia l'anarchismo individualista sia quello sociale si sono influenzati a vicenda. Il mutualismo, una teoria economica particolarmente influente all'interno dell'anarchismo individualista la cui libertà perseguita è stata definita da Pierre-Joseph Proudhon come «la sintesi della comunità e della proprietà», è stato considerato a volte parte dell'anarchismo individualista e altre volte parte dell'anarchismo sociale. Molti anarco-comunisti si considerano individualisti radicali, vedendo l'anarco-comunismo come il miglior sistema sociale per la realizzazione della libertà individuale. Economicamente, mentre gli anarchici individualisti europei sono pluralisti che sostengono l'anarchismo senza aggettivi e l'anarchismo sintetista, che vanno dai tipi economici anarco-comunisti a mutualisti, la maggior parte degli anarchici individualisti americani sostiene il mutualismo, una forma socialista libertaria di economia socialista di mercato, oppure una forma socialista di libero mercato influenzata dall'economia classica e dal socialismo ricardiano. Gli anarchici individualisti si oppongono alla proprietà di risorse naturali, inoltre sono contrari a pratiche come l'affitto e il lavoro salariato che chiamano usura, il loro obiettivo è «distruggere la tirannia del capitale, cioè della proprietà».
L'anarchismo individualista rappresenta un gruppo di diverse tradizioni di pensiero e filosofie individualiste all'interno del movimento anarchico e influenze esterne. Tra le prime influenze sull'anarchismo individualista vi furono William Godwin (anarchismo filosofico), Josiah Warren (sovranità dell'individuo), Max Stirner (egoismo), Lysander Spooner (legge naturale), Pierre-Joseph Proudhon (mutualismo) , Henry David Thoreau (trascendentalismo), Herbert Spencer (legge di uguale libertà) e Anselme Bellegarrigue (disobbedienza civile). L'anarchismo individualista si espanse attraverso l'Europa e gli Stati Uniti, dove il famoso anarchico individualista del XIX secolo Benjamin Tucker sosteneva che "se l'individuo ha un diritto di governare sé stesso, qualsiasi governo esterno è tirannia".

## Descrizione

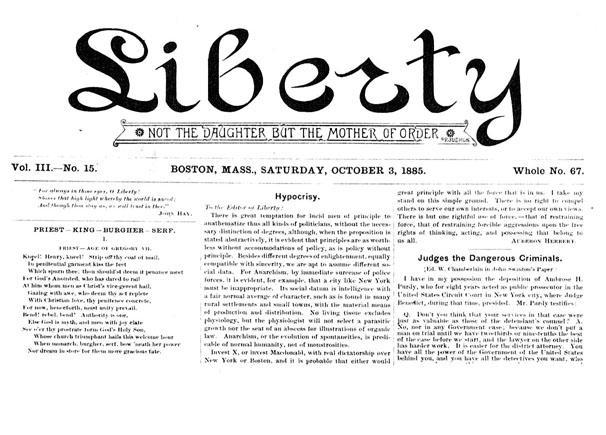
Liberty, il periodico socialista e anarchico individualista di Benjamin R. Tucker.

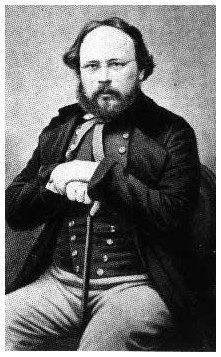
Pierre-Joseph Proudhon, le sue idee socioeconomiche vennero sostenute soprattutto dagli anarchici individualisti.

Il termine anarchismo individualista è spesso usato come termine classificatorio, ma in modi molto diversi. Alcuni, come gli autori di An Anarchist FAQ, usano la classificazione anarchismo individualista/anarchismo sociale. Un'analisi degli anarchici individualisti che sostenevano l'anarchismo del libero mercato mostra che è diverso dall'anarco-capitalismo e da altre teorie capitaliste a causa degli anarchici individualisti che sostegono teorie normative del valore e il socialismo (economia mutualista).

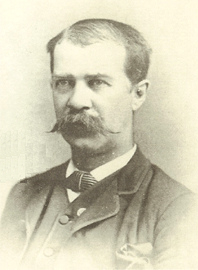
Dyer Lum, compagno di Voltairine de Cleyre, fu un anarchico individualista e attivista operaio.

Gli anarchici individualisti credono nella focalizzazione sull'individuo e la sua volontà a preferenza di qualsiasi costruzione come morale, ideologia, costume sociale, religione, metafisica, idee o volontà degli altri. Il rifiuto o le riserve sull'idea di rivoluzione violenta, vedendola come un momento di insurrezione di massa che potrebbe portare a nuove gerarchie (in contrasto con gli anarchici egoisti). Preferiscono invece metodi più evolutivi per realizzare l'anarchia attraverso esperienze ed esperimenti alternativi e l'educazione che potrebbe essere realizzata oggi. Questo anche perché non è auspicabile che gli individui attendano la rivoluzione per iniziare a sperimentare esperienze alternative al di fuori di ciò che viene offerto nell'attuale sistema sociale. Viene enfatizzata l'esperienza e l'esplorazione individuali. L'idea che le relazioni con altre persone o cose possano essere solo nel proprio interesse e possano essere tanto transitorie e senza compromessi quanto desiderato, poiché nell'anarchismo individualista il sacrificio è solitamente rifiutato. Gli anarchici individualisti si consideravano socialisti e parte del movimento socialista che secondo quegli anarchici era diviso in due ali, vale a dire il socialismo anarchico e il socialismo di Stato. Benjamin Tucker ha criticato coloro che stavano cercando di escludere l'anarchismo individualista dal socialismo. Egli sosteneva che le sue idee mutualistiche della terra e di altre risorse scarse comporterebbe un cambiamento radicale e una restrizione dei diritti di proprietà capitalistici. Va anche notato che gli anarchici sociali, inclusi gli anarchici collettivisti e comunisti, considerano gli anarchici individualisti come socialisti a causa della loro opposizione all'acquisizione di plusvalore da parte del proprietario, qualcosa che persino Karl Marx (da cui Tucker è stato influenzato) sarebbe d'accordo sul fatto che sia anticapitalista.

## In Italia
In Italia dei noti anarchici individualisti furono Renzo Novatore, Dante Carnesecchi e Gino Lucetti, quest'ultimo famoso per l'attentato non riuscito a Benito Mussolini.